# Карстани (Олт)
Карстани (рум. Cârstani) насеље је у Румунији у округу Олт у општини Колонешти. Oпштина се налази на надморској висини од 222 m.

## Становништво
Према подацима из 2002. године у насељу је живело 228 становника, од којих су сви румунске националности.